# Liste der Kulturdenkmale in Fischendorf
In der Liste der Kulturdenkmale in Fischendorf sind die Kulturdenkmale des Leisniger Ortsteils Fischendorf verzeichnet, die bis Mai 2023 vom Landesamt für Denkmalpflege Sachsen erfasst wurden (ohne archäologische Kulturdenkmale). Die Anmerkungen sind zu beachten.
Diese Aufzählung ist eine Teilmenge der Liste der Kulturdenkmale in Leisnig.

## Fischendorf
| Bild                                    | Bezeichnung | Lage                                      | Datierung                                                                                         | Beschreibung | ID       |
| --------------------------------------- | --- | ----------------------------------------- | ------------------------------------------------------------------------------------------------- | --- | -------- |
|                                         | Villa mit Einfriedung und Nebengebäude | Döbelner Straße 3 (Karte)                 | Um 1905 (Villa); vor 2011 (Einfriedung)                                                           | Putzfassade mit Jugendstildekor, städtebaulicher Akzent im Straßenbild, Dokumentationswert, baugeschichtlich von Bedeutung. - Villa: zwei Geschosse, Mittelrisalit mit Zwerchhaus, Klinkersockel, Putzfassade mit Jugendstildekor, seitlich Treppenhausanbau mit Turm und Fenster neu. Original: Haustür mit Oberlicht und Gitter, Reste farbiger Bleiverglasung, einige Fenster, Treppenhaus, ein Kellerfenstergitter, vor 2011 denkmalgerecht saniert - Einfriedung: Porphyrtuff-Steine, Eisenzaun – vermutlich Kopie - Nebengebäude: Sichtfachwerk im Obergeschoss, Ziegeldach mit Taubenschlag                                                    | 08967420 |
| Weitere Bilder                          | Gasthaus Zum goldnen Schiff | Grimmaer Straße 1 (Karte)                 | 1849–1850                                                                                         | Imposanter klassizistischer Gasthofbau in exponierter Lage gegenüber der Burg Mildenstein und an historischem Verkehrsweg, wegen der bis im 12. Jahrhundert zurückreichenden Tradition ältester bekannter Beherbergungsstandort im Landkreis, Erinnerungs- und Seltenheitswert, Zeugnis der Kulturlandschaft. Dreigeschossig, 11-9 Achsen, Bruchsteintonnen-Keller, Bruchsteinsockel, Bruchstein-Ziegel-Mauerwerk verputzt, Sandsteingewände, Walmdach mit Ziegeldeckung, Altliste. Der Gasthof befand sich 1684 im Besitz der Gemeinde Fischendorf, 1684 verpachtete diese den Gasthof für drei Jahre an den Fleischhauer Nicol Fischer aus Leisnig. | 08967377 |
| Direkt Bild zu diesem Denkmal hochladen | Ladenausstattung eines Geschäfts in einem Wohnhaus | Grimmaer Straße 2 (Karte)                 | Um 1907                                                                                           | Seltenheitswert, sehr schöne Wandfliesen, heute Antiquitätengeschäft, kulturgeschichtlich von Bedeutung. Einfache Fußbodenfliesen weiß/braun (sechseckig), Decke aus bemaltem Weißglas, originale Türen mit Giebelaufsätzen. | 08967378 |
|                                         | Wohnstallhaus (Nr. 15a), Seitengebäude (Nr. 15b), Scheune (Nr. 15c) und Bruchsteinmauer eines Dreiseithofes sowie Relief „Zum Goldnen Schiff“ am Seitengebäude | Straße des Friedens 15a, 15b, 15c (Karte) | Bezeichnet mit 1766 (Wohnstallhaus und Inschrifttafel); um 1820 (Scheune)                         | Prachtvolle Hofanlage, Sichtfachwerk, Dokumentationswert, bau- und wirtschaftsgeschichtlich von Bedeutung. - Wohnstallhaus: zwei Geschosse, drei Achsen, massives Erdgeschoss mit Sandsteinrahmungen, sehr schönes Türportal, Obergeschoss Sichtfachwerk, Fenster neu, saniert, Krüppelwalmdach, bezeichnet mit „1819 W. Zinka“ - Scheune: Bruchsteinsockel, Fachwerk mit Lehmstaken, Krüppelwalmdach mit neuer Ziegeldeckung - Nebengebäude - Mauer zur Straße: Bruchsteinmauerwerk | 08967422 |
| Direkt Bild zu diesem Denkmal hochladen | Villa und Toreinfahrt, ehemaliges Gasthaus „Obstweinschänke“                                                                                                   | Waldstraße 1 (Karte)                      | Um 1905                                                                                           | Reizvoll am Muldeufer gelegener Gründerzeitbau mit Fachwerkelementen, landschaftsbildgestaltend in Blickbeziehung zur Burg, Dokumentations- und Erinnerungswert, baugeschichtlich von Bedeutung. Ziegelbau verputzt, im Dachgeschoss teilweise Sichtfachwerk, Ziegeldach, Altliste, wurde irrtümlich unter Grimmaer Straße erfasst. | 08967379 |
| Direkt Bild zu diesem Denkmal hochladen | Wohnstallhaus, Seitengebäude (mit Kumthalle) und Scheune eines Dreiseithofes                                                                                   | Zemmeweg 6 (Karte)                        | 1. Hälfte 19. Jahrhundert (Scheune); bezeichnet mit 1847 (Wohnstallhaus); um 1850 (Seitengebäude) | Wohnstallhaus Obergeschoss Fachwerk verputzt, stattliche Hofanlage, ortsbildprägend, die Kumthalle mit Seltenheitswert, baugeschichtlich von Bedeutung. - Wohnstallhaus: zwei Geschosse, elf Achsen, Erdgeschoss Bruchsteinmauerwerk, Obergeschoss Fachwerk verputzt, innen Gewölbe, Lehmziegel-Zwischenwände, im Dachgeschoss bezeichnet mit 1847 (Putzmalerei) - Stall: mit Kumthalle, originale Fenster, Gewölbe, im Obergeschoss Lehmstakenwände, Sichtfachwerk | 08967424 |

## Tabellenlegende
- Bild: Bild des Kulturdenkmals, ggf. zusätzlich mit einem Link zu weiteren Fotos des Kulturdenkmals im Medienarchiv Wikimedia Commons. Wenn man auf das Kamerasymbol klickt, können Fotos zu Kulturdenkmalen aus dieser Liste hochgeladen werden:
- Bezeichnung: Denkmalgeschützte Objekte und ggf. Bauwerksname des Kulturdenkmals
- Lage: Straßenname und Hausnummer oder Flurstücknummer des Kulturdenkmals. Die Grundsortierung der Liste erfolgt nach dieser Adresse. Der Link (Karte) führt zu verschiedenen Kartendiensten mit der Position des Kulturdenkmals. Fehlt dieser Link, wurden die Koordinaten noch nicht eingetragen. Sind diese bekannt, können sie über ein Tool mit einer Kartenansicht einfach nachgetragen werden. In dieser Kartenansicht sind Kulturdenkmale ohne Koordinaten mit einem roten bzw. orangen Marker dargestellt und können durch Verschieben auf die richtige Position in der Karte mit Koordinaten versehen werden. Kulturdenkmale ohne Bild sind an einem blauen bzw. roten Marker erkennbar.
- Datierung: Baubeginn, Fertigstellung, Datum der Erstnennung oder grobe zeitliche Einordnung entsprechend des Eintrags in der sächsischen Denkmaldatenbank
- Beschreibung: Kurzcharakteristik des Kulturdenkmals entsprechend des Eintrags in der sächsischen Denkmaldatenbank, ggf. ergänzt durch die dort nur selten veröffentlichten Erfassungstexte oder zusätzliche Informationen
- ID: Vom Landesamt für Denkmalpflege Sachsen vergebene, das Kulturdenkmal eindeutig identifizierende Objekt-Nummer. Der Link führt zum PDF-Denkmaldokument des Landesamtes für Denkmalpflege Sachsen. Bei ehemaligen Kulturdenkmalen können die Objektnummern unbekannt sein und deshalb fehlen bzw. die Links von aus der Datenbank entfernten Objektnummern ins Leere führen. Ein ggf. vorhandenes Icon  führt zu den Angaben des Kulturdenkmals bei Wikidata.